# Singleton-Nunatak
Der Singleton-Nunatak ist ein 1250 m hoher Nunatak an der Black-Küste des Palmerlands auf der Antarktischen Halbinsel. Er ragt unmittelbar westlich des Kopfendes des Kauffman-Gletschers auf.
Das UK Antarctic Place-Names Committee benannte ihn 1976 nach dem Geologen David G. Singleton (* 1950) vom British Antarctic Survey, der in der Umgebung des Nunataks tätig war.